# Vektor SS 77
Die Vektor SS-77 ist ein Maschinengewehr des südafrikanischen Rüstungskonzerns Denel im Kaliber 7,62 × 51 mm NATO. Die Waffe wurde ab 1977 von den beiden Entwickler Smith und Soreig entwickelt. Daher ist auch der Name der Waffe abgeleitet, SS für Smith und Soreig und 77 für den Beginn der Entwicklung.
Ab 1986 wurde das Maschinengewehr dann an die südafrikanischen Streitkräfte ausgegeben. Im Jahr 1994 wurde die Mini-SS auf den Markt gebracht, die das Kaliber 5,56×45mm NATO verschießt. Dabei handelt es sich eigentlich um ein Kit, bei dem Lauf, Verschluss, Gasgestänge und andere Kleinteile ersetzt werden, was auch im Feld den Umbau der SS-77 in eine Mini-SS ermöglicht.

## Technische Daten
| Version | Länge   | Lauflänge | Gewicht |
| SS-77   | 1155 mm | 550 mm    | 9,6 kg  |
| Mini-SS | 1000 mm | 515 mm    | 8,26 kg |

## Nutzer
- Kolumbien – Die kolumbianische Armee bestellte 1000 SS-77[2]
- Südafrika – Die südafrikanischen Streitkräfte haben die Waffe 1984 eingeführt.